# 1169 dans les croisades
Cette page regroupe les évènements concernant les Croisades qui sont survenus en 1169 :
- 2 janvier : mort de Bertrand de Blanquefort, grand maître de l'Ordre du Temple[1].
- 8 janvier : Chirkouh, lieutenant de Nur ad-Din devient vizir d'Égypte[2].
- 6 février : mort de Thoros II, seigneur arménien des Montagnes[3].
- 23 mars : mort de Chirkouh, vizir d'Égypte. Son neveu Saladin lui succède[2].
- 16 octobre : Amaury Ier quitte Ascalon à la tête d'une armée pour tenter de conquérir l'Égypte sur Saladin[4].
- 25 octobre : Amaury Ier de Jérusalem et son armée pénètrent en Égypte à Farama[4].
- 27 octobre : Amaury Ier de Jérusalem met le siège devant Damiette[4].
- 13 décembre : Amaury Ier de Jérusalem doit lever le siège devant Damiette, à cause de la mésentente entre les latins et les grecs[2].
- Melh, soutenu par Nur ad-Din détrône son neveu Roupen II, prince de l'Arménie cilicienne[2].